# Ai no Wakakusa Monogatari
Ai no Wakakusa Monogatari (яп. 愛の若草物語, Ай но вакакуса моноґатарі, укр. Маленькі жінки) — аніме-серіал 1987 року, створений студією Nippon Animation. Є частиною серії «Кінотеатр світових шедеврів». Історія заснована на романі «Маленькі жінки» американської письменниці Луїзи Мей Елкотт.

## Сюжет
Події розгортаються в Сполучених Штатах Америки під час громадянської війни. У тихому селі неподалік від Геттісбурга проживає сімейство Марч, що складається з Мері Марч, її чотирьох дочок — Мег, Джо, Бет і Емі та служниці Ханни. Джордж Марч, чоловік Мері та батько дівчаток, перебуває на фронті і воює проти повстанців з півдня.

## Персонажі
Маргарет «Мег» Марч (яп. マーガレット「メグ」マーチ, Ма:ґаретто «Меґу» Ма:ті)
Старша з чотирьох сестер. 16 років. Коли через війну її сім'я починає переживати фінансові труднощі, вона вирушає працювати нянею. Маргарет вродлива дівчина, її завжди запрошують на вечірки та бали. Трохи пихата.
Джозефіна «Джо» Марч (яп. ジョセフィン「ジョオ」マーチ, Дзьодзефін «Дзьо» Ма:ті)
Друга з чотирьох сестер. 15 років. За характером вона шибеник, «Джо» навіть дуже шкодує про те, що не народилася хлопчиком. Джозефіна любить писати історії і хоче стати письменницею.
Елізабет «Бет» Марч (яп. エリザベス「ベス」マーチ, Ерідзабесу «Бесу» Ма:ті)
Третя з чотирьох сестер. 10 років. Вона найскромніша і наймилосердніша із сестер, настільки, що ризикує життям, допомагаючи іншим. Через слабке здоров'я вона часто залишається вдома. Любить ляльок і кошенят.
Емі Марч (яп. エイミー・マーチ, Еймі: Ма:ті)
Наймолодша з чотирьох сестер. 7 років. Вона дуже пихата, часто вередує та завжди свариться з Джо. Любить малювати і вважає що у неї негарний ніс.
Мері Кертіс Марч (яп. メアリー・カーティス・マーチ, Меарі: Ка:тісу Ма:ті)
Мати сестер Марч.